# Gle Sigeudo
Gle Sigeudo är ett berg i Indonesien.   Det ligger i provinsen Aceh, i den västra delen av landet, 1 800 km nordväst om huvudstaden Jakarta. Toppen på Gle Sigeudo är 322 meter över havet.
Terrängen runt Gle Sigeudo är huvudsakligen kuperad, men den allra närmaste omgivningen är platt.Runt Gle Sigeudo är det ganska glesbefolkat, med 34 invånare per kvadratkilometer. I omgivningarna runt Gle Sigeudo växer i huvudsak städsegrön lövskog.